# Chimelong Waterpark
Pour les articles homonymes, voir Chimelong (homonymie).
Chimelong Waterpark est un parc aquatique situé à Canton en Chine, accolé au parc d'attractions Chimelong Paradise. Il fait partie du complexe de loisirs Guangzhou Chimelong Tourist Resort.

## Histoire
Le parc aquatique Chimelong Water Park ouvre ses portes en 2007 à Canton (Guangzhou) dans le sud de la Chine et accueille 1,4 million de visiteurs. Il est de ce fait le troisième parc aquatique au monde au vu de sa fréquentation.
Le parc se dote en 2018 de la première SlideWheel du constructeur Wiegand. Il s'agit d'un mix entre un toboggan aquatique et une grande roue.

## Fréquentation
En 2013, le parc accueille 2 172 000 visiteurs contre 2 021 000 en 2012, soit une augmentation de 7,5 %. Il se place au premier rang mondial des parcs aquatiques quant à la fréquentation, devant les parcs de Walt Disney World Resort Typhoon Lagoon (2 142 000 visiteurs) et Blizzard Beach (1 968 000 visiteurs).
Selon les Global attractions Attendance Reports, il accueille ensuite 2 352 000 visiteurs en 2015, 2 538 000 en 2016, puis 2 690 000 en 2017. Il reste en tête mondialement quant à la fréquentation.